# Bailey Howell
Bailey E. Howell (* 20. Dezember 1937 in Middleton, Tennessee) ist ein ehemaliger US-amerikanischer Basketballspieler. Er spielte zwölf Saisons in der National Basketball Association (NBA) und rangierte bei seinem Karriereende 1971 in neun statistischen Kategorien unter den zehn erfolgreichsten Spielern der Liga. Mit den Boston Celtics gewann Howell zweimal die NBA-Meisterschaft. Für seine Leistungen wurde Howell 1997 in die Naismith Memorial Basketball Hall of Fame aufgenommen.

## College
Zwischen 1956 und 1959 spielte Howell für die Mannschaft der Mississippi State University (MSU). Am 28. Dezember 1956 erzielte Howell beim Evansville Invitational Basketball Tournament and All-American Holiday Tournament gegen die Pioneers der University of Detroit 22 Punkte. Durch einen Agenturbericht der AP wurde deutlich, dass die Pioneers ein integriertes Team waren, was in der Geschlossenen Gesellschaft der zweiten Reconstruction Mississippis, die jegliche Wettkämpfe gegen afrikanische Amerikaner verbot, einen Skandal auslöste. Wegen des Verstoßes gegen das Ungeschriebene Gesetz (auch Gentlemen’s Agreement genannt), wurden die Maroons kurz vor dem Finale zurück nach Hause beordert. Zu diesem Zeitpunkt erzielte Howell durchschnittlich 26,4 Punkte pro Spiel und war landesweit führend in Rebounds.
Nachdem er in der Saison 1957/58 gegen das Spitzenteam der University of Kentucky 37 Punkte verbuchte und gegen die Louisiana State University in derselben Spielzeit 34 Rebounds sammeln konnte, erregte Howell landesweite Aufmerksamkeit. Im Lauf der Saison führte Howell seine Mannschaft zum Universitätsrekord von 17 Siegen, wobei er eine durchschnittliche Feldwurfquote von 56,8 Prozent pro Spiel erreichte. Für seine Leistungen wurde er zum Sophomore of the Year in der Southeastern Conference der NCAA gewählt.
1958 erzielte Howell im Schnitt 27,8 Punkte pro Spiel und wurde als All-American (Zweites Team) ausgezeichnet. Außerdem wählte man ihn zum wertvollsten Spieler der Southeastern Conference (kurz: SEC), wie auch 1959. Am 23. Februar im Spiel gegen Tulane brach er Bob Pettits SEC-Karrieren-Punkterekord. In jenem Jahr gewann er mit der MSU den Titel der Southeastern Conference und wurde erneut als All-American (Erstes Team) ausgezeichnet und als einziger einstimmig ins SEC First Team gewählt. Auf die Frage nach den Chancen auf einen möglichen Antritt beim NCAA-Meisterschaftsturnier angesichts des Ungeschriebenen Gesetzes, antwortete Howell, der nach der Saison ohnehin in den All-Star Games mit und gegen Schwarze spielen würde, einem ungenannten Reporter der United-Press-International-Agentur: „I would want to go. All the boys would want to go and we will if they let us“ („Ich würde gehen wollen. Die Jungs würden ausnahmslos gehen wollen und das werden wir, wenn sie uns lassen“). Nach Howells Weggang gewann die MSU weitere drei SEC-Meisterschaften in vier Jahren, sollte aber nicht vor 1963 zum NCAA-Meisterschaftsturnier reisen und die Athletikabteilung erst 1971 integrieren.
In seiner Collegekarriere erzielte Howell mit der MSU eine Bilanz von 61 Siegen bei 14 Niederlagen. Dabei wurde er der erste Spieler mit wenigstens 2.000 Punkten und 1.000 Rebounds in der Geschichte der Southeastern Conference. Diese Marke erreichten seither lediglich Tom Gola und Oscar Robertson.

## NBA
Im NBA-Draft 1959 wurde Howell an zweiter Stelle von den Detroit Pistons ausgewählt. Damit ist Howell bis heute der am höchsten im Draft ausgewählte Alumnus der MSU. In seinen ersten sechs Spielzeiten erreichte Howell jeweils zweistellige Werte in Punkten und Rebounds. Von 1961 bis 1967 nahm er außerdem sechsmal in Folge am NBA All-Star Game teil. 1963 wurde Howell die Ehre zuteil, in die zweite Reihe des All-NBA Teams gewählt zu werden.
In der zweiten Hälfte seiner Karriere stieß Howell für drei Spielzeiten zu den Boston Celtics, wo er den Front-Court um Bill Russell verstärkte und 1968 sowie 1969 jeweils mit der Mannschaft den NBA-Titel errang. Seine letzte Profisaison spielte Howell für die Philadelphia 76ers, allerdings zum ersten Mal in seiner Karriere für weniger als 20 Minuten Einsatzzeit pro Partie.
In 951 NBA-Spielen über 12 Spielzeiten erzielte Bailey Howell insgesamt 17.770 Punkte (18,7 pro Spiel), 9.383 Rebounds (9,9 pro Spiel) sowie 1.853 Assists (2,0 pro Spiel). Mit Stand 2017 liegt er nach Punkten unter den Top 75 der NBA und nach Rebounds unter den Top 50, wie auch mit seinen 4740 Freiwürfen bei einer Quote von 76,2 %.